# Punctum
Punctum is een geslacht van weekdieren uit de klasse van de Gastropoda (slakken).

## Soorten
- Punctum abbadianum\ (Bourguignat, 1883)
- Punctum adami van Bruggen & Van Goethem, 2001
- Punctum amblygonum (Reinhardt, 1877)
- Punctum apertum Pilsbry & Y. Hirase, 1904
- Punctum atomus Pilsbry & Hirase, 1904
- Punctum azoricum de Winter, 1988
- Punctum blandianum Pilsbry, 1900
- Punctum boreale Pilsbry & Y. Hirase, 1905
- Punctum bristoli (Gulick, 1904)
- Punctum brucei (Jickeli, 1874)
- Punctum californicum Pilsbry, 1898
- Punctum camerunense de Winter, 2017
- Punctum depressum Odhner, 1922
- Punctum elachistum Pilsbry & Y. Hirase, 1904
- Punctum hainanensis (Möllendorff, 1887)
- Punctum hannai B. Roth, 1985
- Punctum horneri Ancey, 1904
- Punctum infans Pilsbry & Y. Hirase, 1904
- Punctum japonicum Pilsbry, 1900
- Punctum kilimanjaricum Verdcourt, 1978
- Punctum lepta (Westerlund, 1883)
- Punctum lozeki Horsák & Meng, 2018
- Punctum micropleuros (Paget, 1854)
- Punctum minutissimum (I. Lea, 1841)
- Punctum mokotoense Abdou & Bouchet, 2000
- Punctum morseanum Pilsbry, 1902
- Punctum nimbaense de Winter, 2017
- Punctum orphana (Heude, 1882)
- Punctum pallidum Connolly, 1922
- Punctum petiti Fischer-Piette & Vukadinovic, 1971
- Punctum polynesicum Solem, 1983
- Punctum pygmaeum (Draparnaud, 1801) = Dwergpuntje
- Punctum randolphii (Dall, 1895)
- Punctum rota Pilsbry & Hirase, 1904
- Punctum seychellarum Gerlach, 1998
- Punctum smithi Morrison, 1935
- Punctum taiwanicum Pilsbry & Hirase, 1905
- Punctum ugandanum (E. A. Smith, 1903)
- Punctum ussuriense Likharev & Rammelmeyer, 1952
- Punctum vitreum H. B. Baker, 1930

## Synoniem
- Punctum conicum Odhner, 1922 => Sinployea conica (Odhner, 1922)